# Alício Pena Júnior
Alício Penna Júnior ( Araguari, 1º de fevereiro de 1968) é um ex-árbitro de futebol brasileiro. Fez parte do quadro de árbitros da FIFA entre 2003 e 2009, quando foi retirado. Apitou a final da Copa do Brasil de Futebol de 2008. A partir de fevereiro de 2014 tornou-se membro da Comissão de Árbitros da CBF. Logo após tornou-se Presidente da ENAF - Escola Nacional de Árbitros de Futebol da CBF. Atualmente é vice-presidente da Comissão de Arbitragem da CBF. Em sua cidade ele é um orgulho, principalmente para seus filhos Alicio Neto, Guzin Penna, PG Penna.